# Augusta Paulli
Augusta Dorothea Henriette Christine Paulli (født 24. august 1843 i København, død 27. februar 1922 sammesteds) var en dansk maler. Hun er datter af kapelmester og komponist Holger Simon Paulli og Nielsine Alberta Schow. Paulli blev uddannet hos landskabsmalerne Heinrich Buntzen og Vilhelm Kyhn. Sidstnævnte prøvede i 1874 at sende en ansøgning til Kunstakademiet for at få Vilhelmine Bang, Ane Marie Hansen og Augusta Paulli optaget. Men det blev afslået. Først 1888 åbnede Kunstakademiets Kunstskole for Kvinder. På Kyhns opfordring oprettede Augusta Paulli sammen med Vilhelmine Bang en tegne- og maleskole for kvinder.
Maleren Kristian Zahrtmann var en nær ven, og Augusta Paulli sad sammen med Vilhelmine Bang model for Zahrtmann til maleriet Mælkeprøven fra 1912-13.
| - Marie Vilhelmine Bangs og Augusta Paullis malerskole for kvinder med dem selv og nogle elever (ukendt dato og fotograf) |